# Gulella thomasseti
Gulella thomasseti é uma espécie de gastrópode  da família Streptaxidae.
É endémica de Seychelles.
Está ameaçada por perda de habitat.